# ŠK Eldus Močenok
Maillots
Le SK Eldus Močenok est un club slovaque de football. Il est basé à Močenok.
Le seul fait d'armes du club est d'avoir participé à la poule de promotion-relégation pour la saison 2006-2007, après avoir terminé dans les quatre premiers de deuxième division. L'Eldus termine cette poule à la 6e place, à trois points d'une montée parmi l'élite slovaque.

## Historique
- 2000 - fondation du club sous le nom du SK Eldus Močenok